# Gracie Dzienny
Gracie Dzienny (* 26. August 1995 in Toledo, Ohio) ist eine US-amerikanische Schauspielerin und Model.

## Leben und Karriere
Die im Spätsommer 1995 in der Stadt Toledo im US-Bundesstaat Ohio geborene Gracie Dzienny begann noch vor ihrer Schauspielkarriere eine Karriere als Model. Nachdem sie einen von L’Oréal ausgeschriebenen Wettbewerb gewonnen hatte, zog es sie mit ihren Eltern und ihren beiden älteren Geschwistern in noch jungen Jahren nach New York City, wo sie ihre Modelkarriere in Angriff nahm. Dort wurde sie anfangs in verschiedenen Werbespots eingesetzt, war aber auch in Printkampagnen verschiedener bekannter Marken und Unternehmen zu sehen. Daneben ist Gracie Dzienny seit jeher auch als Tänzerin erfolgreich, wobei sie vor allem im Stepptanz, Jazz Dance, Hip-Hop Dance und Ballett antritt und damit bereits viele regionale Preise gewonnen hat. Nachdem sie im Jahre 2010 erfolgreich in die Nickelodeon-Serie Supah Ninjas gecastet wurde, war sie dort bis 2013 in der Hauptrolle der Amanda McKay zu sehen. In die Serie wurde die aus Maumee stammende Dzienny kurz vor ihrem ersten Jahr an der Anthony Wayne High School in Whitehouse, Ohio geholt.

## Filmografie (Auswahl)
- 2011–2013: Supah Ninjas (Fernsehserie, 39 Episoden)
- 2012: Fred: The Show (Fernsehserie, 4 Episoden)
- 2012: Up All Night (Fernsehserie, Episode 1x20)
- 2013: See Dad Run (Fernsehserie, Episode 2x04)
- 2013: AwesomenessTV (Fernsehserie, Episode 1x03)
- 2014: Side Effects (Fernsehserie, Episode 2x03)
- 2014–2015: Chasing Life (Fernsehserie, 14 Episoden)
- 2015: State of Affairs (Fernsehserie, 2 Episoden)
- 2016–2017: Zoo (Fernsehserie, 14 Episoden)
- 2018: Bumblebee
- 2019: Ramy (Fernsehserie, Episode 1x03)
- 2021: All American (Fernsehserie, Episode 3x05)
- 2021: Jupiter’s Legacy (Fernsehserie, 4 Episoden)
- 2022: First Kill (Fernsehserie, 8 Episoden)
- 2022: The Sex Lives of College Girls (Fernsehserie, 5 Episoden)